# Sommaing

Sommaing este o comună în departamentul Nord, Franța. În 1 ianuarie 2022 avea o populație de 398 de locuitori.